# Albert Thomas (politiker)
Albert Thomas, född den 16 juni 1878 i Champigny-sur-Marne, död den 8 maj 1932 i Paris, var en fransk politiker. 
Thomas invaldes 1910 i deputeradekammaren och gjorde sig där mest bemärkt som en bland det socialdemokratiska partiets bästa talare. Efter Jaurès död och första världskrigets utbrott (augusti 1914) tog han ledande andel i de franska socialisternas patriotiska samverkan med regeringen och inträdde själv (27 maj 1915) som understatssekreterare för ammunitionsfrågor i ministären Viviani. Han organiserade med stor energi det nya ammunitionsministeriet, avvärjde genom sitt inflytande i arbetarkretsar en del lönekonflikter och befäste genom besök i England hösten samma år den metodiska samverkan, som åvägabragts mellan det franska och det av Lloyd George nyorganiserade brittiska ammunitionsministeriet. Som ammunitionsminister tillhörde Thomas även ministärerna Briand (oktober 1915–mars 1917) och Ribot (mars–september 1917), från december 1916 därjämte som medlem av det av Briand inom ministären inrättade krigsrådet. Thomas företog april–juni 1917 över Stockholm en resa till Ryssland i syfte att med kraften av sin socialistiska vältalighet påverka Rysslands socialister att stödja den nya revolutionära ryska regeringens strävan att fasthålla förbundet med övriga allierade och åstadkomma ännu en rysk offensiv. På de franska socialisternas partikongresser verkade han för partiets obrottsliga iakttagande av den inre borgfreden (l'union sacrée) under kriget. Då ministären Ribot i september 1917 avgick, sökte Painlevé förgäves vinna Thomas och hans partivänners stöd för en ny, alla partier omfattande koncentrationsministär, men Thomas intog såväl mot ministären Painlevé som mot den i november samma år följande ministären Clemenceau en i stort sett välvillig hållning, dock tid efter annan kritiserande regeringens strävan att motverka den socialdemokratiska arbetarinternationalens återupplivade anspråk på att öva inflytande på den blivande fredsuppgörelsen. Thomas blev direktör (det vill säga högste chef) för Internationella arbetsbyrån i Genève 1919 och ägnade därefter sin verksamhet uteslutande åt den internationella arbetsorganisationen och dess konferenser. Å arbetsorganisationens vägnar deltog han därjämte i Genuakonferensen 1922. Thomas utgav bland annat Le syndicalisme allemand. Resumé historique. 1848-1903 (1903) och medarbetade i Jean Jaurès Histoire socialiste. 1789-1900.  Han skrev L'organisation internationale du travail (i "Les origines et l'oeuvre de la Société des nations", 1924).